# Гуркало
Гу́ркало — водоспад в Українських Карпатах (у масиві Сколівські Бескиди); гідрологічна пам'ятка природи місцевого значення. Розташований у межах Стрийського району Львівської області, на річці Велика Річка (притока Стрию), за 4 км на південний захід від автомобільного мосту в центрі села Корчин.

## Географія
Водоспад розташований на території Національного природного парку «Сколівські Бескиди». 
Висота падіння води — 5 м. Висота над рівнем моря — 570 м. Водоспад складається з одного каскаду, розділеного скельним виступом на два потоки, один з яких значно повноводніший від іншого; у посушливі пори менший струмінь майже зникає. У підніжжі водоспаду є водобійний котел близько 10 м у діаметрі, глибина води у якому сягає 2 м.
Поблизу водоспаду є кілька галявин (перша надзаплавна тераса річки Велика Річка), де є місце для намету і ночівлі. Вище за течією річки є перекати, які місцеве населення вважає за окремий водоспад і називає Малим Гуркалом.
Гуркало відповідає своїй назві під час паводків (після інтенсивних злив), коли витрати води Великої Річки, сягають максимуму, і каламутний водний потік стрімко біжить зі схилів хребта Парашки, з великим гуркотом спадаючи зі скельного виходу порід менілітової світи.
Від села Крушельниці до водоспаду веде маркована туристична стежка (білий прямокутник з жовтою смугою посередині на стовбурах дерев), до водоспаду теж можна пройти зі села Корчина. Автомобілем під'їхати практично неможливо навіть у суху погоду через вкрай поганий стан ґрунтової дороги.

## Цікаві факти
Водоспад утворився якраз на площині насуву крейдових порід стрийської світи скиби Парашки на нижньоміоценові відклади менілітової світи Скольської скиби. В лівому березі потоку, відразу біля водоспаду відслонюються зім'ята в складки товща менілітової світи.